# 昂黛内·米耶姆
昂黛内·米耶姆（法語：Endéné Miyem，1988年5月15日—），法国女子篮球运动员，2009年欧洲女子篮球锦标赛金牌得主、2012年夏季奥林匹克运动会女子银牌得主、2020年夏季奥林匹克运动会女子铜牌得主。